# Ophiacodon
Ophiacodon var ett släkte av däggdjursliknande kräldjur som levde under början av perm. Fossil av släktet har påträffats i flera olika delstater i USA.
Ophiacodon kunde bli upp till 3,6 meter lång, och vägde mellan 30 och 50 kilo. Huvudet var långt och smalt med kraftiga käkmuskler, Bakbenen var längre än frambenen och den var troligen snabb. För att bära upp sin vikt levde den troligen mestadels i grunt vatten, och lede troligen i flodfåror i träsk där den fångade fisk och groddjur.